# Ян Віслицький
Ян Віслицький (близько 1485 — між 1516 й 1520) — литвин, тобто білоруський латиномовний письменник, найперш знаний як автор поеми «Прусська війна».

## Біографія
Ян Віслицький, був сином бідного дворянина, одне з імовірних місць його нароження знаходиться на території Литви між Клецьком та Пінськом, біля річки Вісліца. Інші дослідники вважають, що його батьківщиною є Польща.
Закінчив Ягеллонський університет у Кракові, був членом літературного гуртка професора Павла Русина, отримав ступінь бакалавра та магістра вільних мистецтв. У 1510—1512 він працював там майстром (записаний в документах як «русін»). Ян Вісліцький викладав студентам курси з філософії Арістотеля, математики Евкліда та риторики Цицерона .
У Кракові він опублікував нео-латинську поему «Прусська війна», присвячену перемозі над Тевтонським орденом у битві під Грюнвальдом (1410 р.) об'єднаних сил Великого князівства Литовського та Польського.

## Творчість
Ян Віслицький писав оди, епіграми, елегії, послання («Ода царю Сигізмунду», «Елегія Діві Марії», «Епіграма про заздрісника»).
Автор епічної історичної поеми «Прусська війна» (1515 р.), В якій прославив перемогу над хрестоносцями, виграну як національну боротьбу. Твір визначається монументальністю батальних сцен, пластичністю образів природи. Поема стоїть біля витоків епосу в білоруській, польській та литовській літературі.